# Лухт, Вальтер
Вальтер Лухт (нем. Walter Lucht; 26 февраля 1882, Берлин — 18 марта 1949, Хайльбронн, Баден-Вюртемберг) — немецкий генерал артиллерии, участник Первой и Второй мировых войн, кавалер Рыцарского креста Железного креста с Дубовыми Листьями. Последний генерал артиллерии Второй мировой войны.

## Биография
После окончания средней школы, летом 1901 года поступает юнкером в имперскую армию.
18 октября 1902 года получает звание лейтенанта. В период с 1907 по 1910 года Вальтер Лухт служил адъютантом батальона, а 1 января 1913 назначен полковым адъютантом.
К началу Первой мировой войны, обучаясь в военной академии в Берлине, вынужден был прервать учёбу и вернуться в свой полк в качестве командира батареи. К октябрю 1914 Вальтер Лухт получает свою первую награды, Железный крест 2-го класса, а ровно через год — Железный крест 1-го класса.
31 марта 1932 года в чине полковника вышел в отставку по состоянию здоровья.
После 4-х лет отдыха, Вальтер Лухт вновь решил вернуться к военной карьере, перейдя в распоряжение начальника Генерального штаба армии.

## В составе Легиона Кондор
В октябре 1937 до марта 1938 года Вальтер Лухт стал командиром артиллерии Легиона «Кондор». Так же занимал эту должность на протяжении лета 1939 года. За успешные действия удостоен Испанского креста с Золотыми Мечами.

## Вторая мировая
С началом Второй мировой войны перевелся в командиры 215-го артиллерийского полка.  17 февраля 1940 повышен в звании до генерал-майора. С 6 февраля 1940 года по ноябрь 1941 года руководил 44 артиллерийским командованием. 8 ноября 1941 года назначен исполняющим обязанности командира 87-й пехотной дивизии, временно сменив на этом посту Богислава фон Штудница.  3 декабря 1941 года передовые отряды дивизии вышли на восточную опушку леса у деревни Маслово, приблизившись, таким образом, к Кремлю на расстояние 33 километра.   С  марта 1942 — командир 336-й пехотной дивизии. 1 ноября 1942 повышен до генерал-лейтенанта.
За успешные оборонительные бои в районе Дона, 23 января 1943 года награждён Рыцарским крестом Железного креста.
За командование во время наступления в Арденнах, 9 января 1945 года получил Рыцарский крест Железного креста с Дубовыми Листьями.
До 1949 года находился в плену союзников. 18 марта 1949 трагически погиб в автомобильной катастрофе близ Хайльбронна.

## Награды
- Железный крест (1914) 2-го и 1-го класса
- Ганзейский крест Гамбурга
- Крест «За военные заслуги» 3-го класса с воинским отличием (Австро-Венгрия)
- Награда за выслугу лет IV—I классов
- Испанский крест в золоте с мечами
- Медаль «За Испанскую кампанию»
- Военный крест (Королевство Испания)
- Пряжка к Железному кресту 2-го и 1-го класса
- Орден Заслуг командорский крест с мечами (Королевство Венгрия)
- Орден Короны Италии командорский крест
- Немецкий Крест в золоте (12 марта 1942)
- Медаль «За зимнюю кампанию на Востоке 1941/42»
- Рыцарский крест Железного креста с дубовыми листьями
  - Рыцарский крест (30 Январь 1943)
  - Дубовые листья (№ 691) (9 Январь 1945)